# Sarah Waters
Sarah Watersová (* 21. července 1966) je britská spisovatelka, autorka románů s lesbickou tematikou z období viktoriánské Anglie jako například Špičkou jazyka (1998) a Zlodějka (2002).

## Studium
Sarah Waters studovala anglickou literaturu na University of Kent a University of Lancaster. Poté pracovala v knihkupectvích a knihovnách, než začala své doktorské studium. Získala titul Ph.D. z anglické literatury a předmětem jejího studia se staly lesbické a homosexuální historické romány. Také publikovala několik prací na téma genderu a sexuality z hlediska historie. Při psaní své disertační práce se začala zajímat o život v Londýně v 19. století a začala psát romány.

## Osobní život
Sarah Water se otevřené hlásí ke své lesbické orientaci. V současné době žije ve viktoriánském podkrovním bytě v Kenningtonu na jihovýchodě Londýna.

## Díla

### Špičkou jazyka(1998)
V 80. letech 19. století se mladinká Nancy Astleyová, dcera venkovského obchodníčka s ústřicemi, zamiluje do hvězdy londýnského kabaretu Kitty Butlerové, jež se na svá vystoupení převléká za muže a zpívá mužské písně. Nancy nevynechá jediné představení, až si jí Kitty všimne, a ona se stane její garderobiérkou. To jsou počátky jejich společného milostného života i společné kabaretní kariéry. Na motivy knihy vytvořila britská stanice BBC v roce 2002 trojdílný televizní film, režírovaný Andrewem Davisem.
Sama autorka uvádí: „Ze všech mých knih je právě tahle nejvíc lesbická. Hrdinka v ní objevuje svou sexualitu a hledá partnerku. Lesbické scény jsou tam zásadní, ale co je trochu legrační, vznikaly neplánovaně, až při psaní. Nálepku lesbický román v této souvislosti sama často používám.“

### Náklonnost(1999)
Druhá autorčina kniha byla vydána roku 1999. Děj se opět odehrává ve viktoriánském Londýně, tentokrát v prostředí ženské věznice a prostřednictvím hlavní hrdinky Margaret odhaluje pro viktoriánskou éru typický spiritualismus. Kniha vyhrála Cenu pro Lesbian and Gay Fiction a také cenu pro Mladého spisovatele roku deníku Sunday Times. Roku 2008 na její motivy vznikl televizní film.

### Zlodějka(2002)
Kniha z roku 2002 opět popisuje milostnou zápletku mezi dvěma ženami. Děj se odehrává v prostředí londýnské spodiny. Kniha byla nominována na Man Booker Prize a stejně jako předchozí díla byla i zfilmována.
Zajímaly mě ty okolnosti, které nejsou známy - jak to tehdy bylo s pornografií, s prostitucí, se sexuálním podsvětím. A když jsem napsala svůj debut Špičkou jazyka, chtěla jsem se tou dobou zabývat ještě dál, protože mi stále připadala bohatá, a tak jsem napsala i Vzájemnou přitažlivost a Zlodějku.

### Noční hlídka(2006)
Tato kniha se od ostatních liší jednak prostředím, ve kterém se odehrává, jednak svou strukturou. Děj je zasazen do II. světové války a popisuje příběh muže a tří žen a způsob, jakým se vyrovnávají s válkou. Nečekanou změnu autorka vysvětluje: „Miluju viktoriánské období, ale zároveň jsem toužila vyzkoušet něco nového. Chtěla jsem napsat něco o čtyřicátých letech, o proměnách ve společnosti, jež se udály. A když jsem začala a měla vymyšlené některé postavy, rozhodla jsem se vystavět celý příběh v opačném pořadí, zaměřit se na emocionální vývoj postav.“ Román byl adaptován pro televizi a vysílán na BBC2 v červenci 2011.

### Malý vetřelec(2009)
Malý vetřelec je prvním autorčiným románem, v němž nevystupují homosexuální postavy. Děj se opět odehrává na konci první poloviny 20. století a kombinuje v sobě napětí duchařských historek s realistickým popisem sociálních změn, které 20. století přineslo. I tato kniha byla nominována na Man Booker Prize. Autorka sama ke knize řekla: „Souvisí to právě s prací na Noční hlídce, ve které jsem se zabývala čtyřicátými lety a tím, co provedla válka s britskou společností. Jedním z následků bylo zemětřesení v britském třídním systému, který byl vždy nedílnou součástí společnosti. Nižší, dělnické vrstvy získaly díky válce sebedůvěru, čímž se cítila ohrožená střední vrstva, protože přicházela o peníze. Starý způsob života se překotně proměnil, a třebaže je to na první pohled docela nudná doba, pod povrchem se skrývá velké napětí. A právě spojení zjevné nudy a vření pod povrchem mě přitahovalo.“